# アンディ・ドゥロール
アンディ・ドゥロール（Andy Delort、1991年10月9日 - ）はフランス・セット出身のサッカー選手。リーグ・アン・FCナント所属。ポジションはFW。アルジェリア代表。

## クラブ経歴
2008年にACアジャクシオに入団。出場機会は無かったため、翌年にニーム・オリンピックに移籍した。2009年8月30日のFCメス戦でプロデビューを飾るも、3試合のみの出場に限られたため、2010年6月にはアジャクシオに出戻りした。
2012年1月31日、FCメスに期限付き移籍。
2013年夏、トゥールFCに移籍。そのシーズンのリーグ・ドゥでは36試合に出場し24ゴールを挙げたことでチームの年間最優秀選手に輝いた。
リーグ・ドゥでの活躍が評価され、2014年夏にフットボールリーグ・チャンピオンシップのウィガン・アスレティックFCに300万ポンドで移籍した。背番号49番を与えられるも、11試合無得点と期待された活躍が出来ず、同シーズン中にトゥールにローン移籍で放出された。
2015年7月2日、SMカーンに移籍。
2016年2月2日、アンドレ＝ピエール・ジニャックが所属するUANLティグレスに5年契約、800万ユーロで移籍した。自身初のリーガMX挑戦となった。
2017年1月26日、トゥールーズFCに4年契約で移籍。
2018年7月24日、モンペリエHSCに移籍。
2021年8月28日、OGCニースに4年契約で移籍。
2023年1月30日、FCナントへ2022-23シーズン終了時までの契約でレンタル移籍をした。

## エピソード
圧倒的な加速を生かした飛び出しなどセンスに優れたアタッカー。また、ビーチサッカーのフランス代表としてワールドカップ予選に出場した珍しい経歴の持ち主でもある。。